# بلندآوای دمگاه‌سفید
بلندآوای دمگاه‌سفید (نام علمی: Lalage leucopygialis) گونه‌ای از پرندگان خانواده کوکوسنگ‌چشمان (Campephagidae) و بومی سولاوسی در اندونزی است. زیستگاه طبیعی آن جنگل‌های جلگه‌ای نمناک نیمه‌گرمسیری یا گرمسیری و جنگل‌های حرا نیمه‌گرمسیری یا گرمسیری است.